# Karin Albers
Karin Albers (* 1954 in Stolzenau) ist eine deutsche Kamerafrau, Filmregisseurin, Produzentin, Künstlerin und Fotografin.

## Leben
Albers studierte von 1978 bis 1983 an der Filmhochschule CUEC, Centro de Estudios Cinematográficos, Universität von Mexiko-Stadt UNAM, mit Spezialisierung auf Kamera und Regie. In Deutschland studierte sie Kunst an der Kunstakademie Münster und Soziologie an der Universität Hannover.
Seit 1992 leitet sie die almafilm-Produktion, unter deren Namen sie Kurzfilme, Reportagen, Dokumentarfilme für die öffentlich-rechtlichen Sender RIAS-TV, 3sat, Sender Freies Berlin, ARTE, NDR, WDR, MDR. Albers war als erste Frau hinter der Kamera im ZDF Studio Berlin und im NDR Studio Hannover freiberuflich tätig.
Albers kuratiert Filmreihen im Kunstverein t27. und Atelierhof Werenzhain.

## Filmografie (Auswahl)
- 1980 El Motor Principal („Der hauptsächliche Motor“) Kamera und Regie
- 1981 Tigrito („Kleiner Tiger“) Regie
- 1983 Flor de Corazon[5], Produktion, Regie
- 1992 Schwarzer Sog Produktion (Autor Boris Matas)
- 1995 Sdrawstwuitje – Guten Tag, Berlin Kamera und Co-Regie
- 1995 Reise zum Frauengipfel Produktion, Kamera und Regie
- 1996–97 ...und dann Haben wir den Chaco liebgewonnen, Das Krokodil frisst den Schmetterling, Produktion, Kamera und Regie
- 2004 Die Schule der Freiheit Produktion, Kamera und Regie
- 2006 Gute Kräuter Produktion, Kamera und Regie
- 2006–2016 Aocojnadi Produktion, Kamera und Regie

## Ausstellungen (Auswahl)

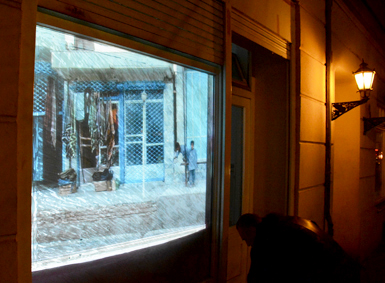
Suchbild Videoinstallation von Karin Albers (Atelier Soldina Berlin, Februar 2016)

- 1989   Black Boxes Installation Zagreb
- 2006          Wasser-Wald Videoinstallation Berlin, Toiletten27[6]
- 2008–2010  Bittgesänge Videoinstallation Berlin, div. Orte[7]
- 2015  Mexiko roh Videoinstallation, Berlin, Atelier Soldina[8]
- 2015/2016  Traumbild Lichtinstallation Berlin, Körnerpark
- 2017 Mexico rudo, Videoinstallation, Mexico D.F. Ixtapalapa, El faro de oriente